# ロータリーエアーサービス
株式会社ロータリーエアーサービスは、東京都新宿区に本社を置き旅行業を行っていた企業。

## 概要
「ホープツアー」の名称で独自のパッケージツアーを販売していたほか、ジャルパック等のパッケージツアーの受託販売を行っていた。1999年（平成11年）3月期には年売上高約115億円を計上したが、2000年代からは各航空会社の直販体制強化や他社との競争激化からツアー商品の売上が減少したため、高速ツアーバス（募集型企画旅行）「キラキラ号」「ホープ号」の催行を開始し、「キラキラ号」を利用したツアー商品「キラキラパック」を催行した（以前はグループ会社による「キラキラツアー」が催行されていた）。
「キラキラ号」の受託運行を行う貸切バス事業者の旅バス、ツアーの募集を行う旅行業者代理業者のケーケーエアー、「キラキラ号」を利用したツアーを催行する旅行業者の株式会社ホットドッグを設立し、グループを構成していた。他の交通機関より安い価格を売り物に、若者を中心とした利用客を囲い込んだ。
高速ツアーバスは2013年（平成25年）7月31日の夜行便より、旅バスが運行する新高速乗合バスに移行している。だが甘い収益見通しで始めたいくつかの路線が不採算となり、東日本大震災の影響で東北の路線が運行できない事態に見舞われた。
2012年（平成24年）6月25日、航空会社スカイマークがロータリーエアーサービスに対して売掛金の未払いに関する支払督促の申立を東京簡易裁判所に行った。関係者によると、当時スカイマークの社長であった西久保愼一は見通しの立たない売掛金回収に業を煮やし、公表を直接指示したという。スカイマークとロータリーエアーサービスは航空券販売に関する代理店契約を締結していたが、売掛金4006万0550円（支払期限2012年6月8日）、および売掛金2496万9632円（支払期限同年6月20日）のいずれについても入金がなかったという。その後、株式会社スカイマークはロータリーエアーサービスに対し、2013年（平成25年）3月1日付で債権者破産を申し立てたと発表した。
このほか燃料費高騰や、関越自動車道高速バス居眠り運転事故の影響もあり資金繰りが悪化したため、2014年（平成26年）7月に高速バス事業を桜交通に譲渡し、同年8月11日に関連会社のケーケーエアー、旅バスとともに東京地方裁判所に破産を申請し、破産手続き開始決定を受けた。そして2015年（平成27年）12月16日に法人格が消滅した。

## グループ会社
いずれの会社も、本社は親会社（ロータリーエアーサービス）と同じ場所に所在している。
株式会社ロータリーエアーサービス
- 本社 - 東京都新宿区西新宿3-5-1、日石新宿ビル8階
- 大阪支店 - 大阪府大阪市北区
- 観光庁長官登録第1種旅行業：第332号、1975年（昭和50年）5月設立。

ケーケーエアー株式会社
- 東京都知事登録第3種旅行業：3-3348号

株式会社ホットドック
- 東京都知事登録旅行業者代理業：第11045号

株式会社旅バス
- 一般貸切旅客自動車運送事業：関自旅一第1080号、2005年（平成17年）7月に設立し、「キラキラ号」の運行を主に実施していた。
- 神奈川営業所が神奈川県座間市に、東京営業所が東京都町田市にそれぞれ所在していた。